# Zastava Azerbajdžana
Zastava Azerbajdžana sastoji se od tri jednaka vodoravna polja plave, crvene i zelene boje. Bijeli polumjesec i osmokraka zvijezda nalaze se na sredini crvenog polja. Osam krakova predstavljaju osam grana turskog naroda. Plavo polje je boja Turaka, zelena predstavlja islam, a crvena progres.

## Povijest
Službene boje i veličina zastave prihvaćene su 5. veljače 1991. godine. Ranija verzija je bila zastava Azerbajdžanske Demokratske Republike. Ta je zastava imala puno veći polumjesec koji se nalazio bliže jarbolu. Korištena je sve do priključenja Azerbajdžana SSSR-u, kada su prihvaćene nove zastave Azerbajdžanske SSR i čitavog Sovjetskog Saveza.

## Vanjske poveznice
- Flags of the World